# Ulica Mała we Wrocławiu

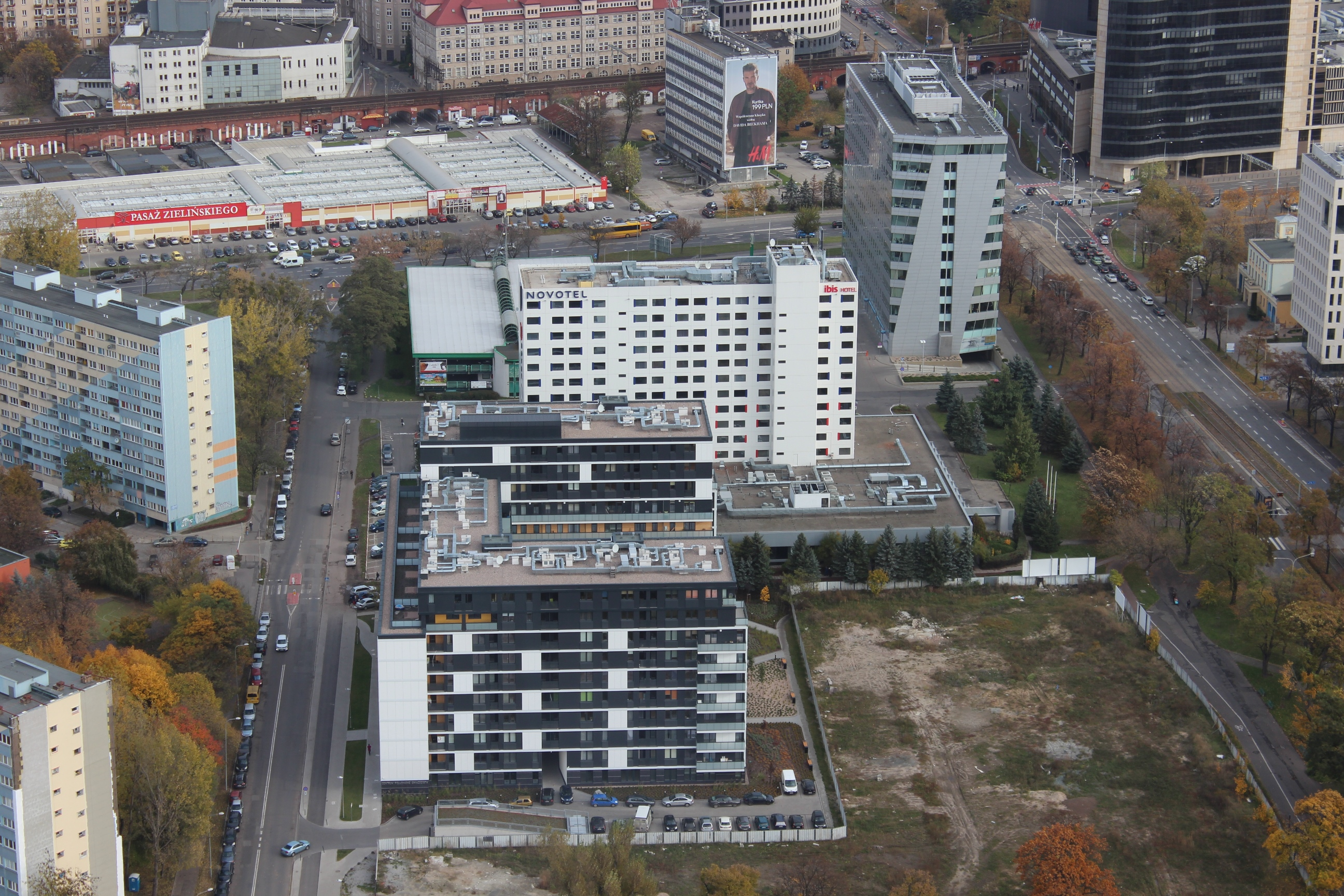
Novotel (i na lewo od niego 10-piętrowy blok przy ul. Zielińskiego 22-36), wybudowane w miejscu, gdzie niegdyś była ulica Mała. Po prawej widoczna dwujezdniowa ul. Powstańców Śląskich, po lewej ul. Gwiaździsta, a w oddali, prostopadła do nich ul. Swobodna

Ulica Mała (niem. Friedrich-Schiller-Straße) – ulica w rejonie wrocławskiego osiedla Południe, jedna z przecznic Kaiser-Wilhelm-Straße (dzisiejszej ul. Powstańców Śląskich), łączących ją z Höfchenstraße (dzisiejszą ul. Zielińskiego). Na przedłużeniu tej ulicy w kierunku północno-zachodnim (naprzeciw jej wylotu na Höfchenstraße) znajdował się wlot (przez bramę przejazdową w kamienicy nr 49) do Bräuergaßchen (Zaułka Browarnego). Zniszczona podczas II wojny światowej, ostatecznie zlikwidowana  pod koniec lat 70. XX wieku.

## Historia

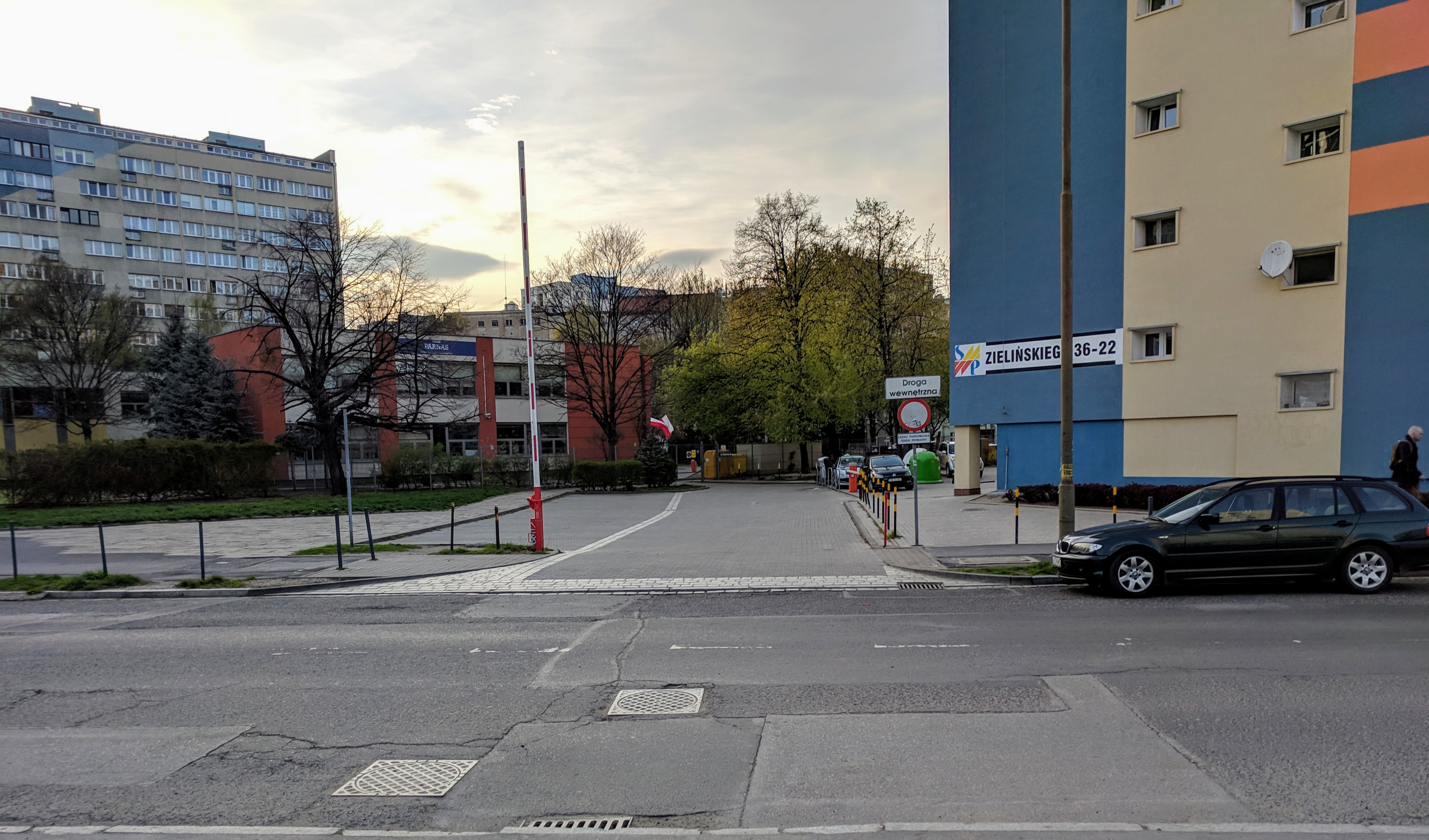
Zjazd z ulicy Gwiaździstej we Wrocławiu na lokalny parking w miejscu dawnego skrzyżowania z ul. Małąfoto2019 w stronę ul. Zielińskiego

Ulica została wytyczona przez Śląskie Towarzystwo Akcyjne Nieruchomości w II połowie XIX wieku (w okresie konstruowania siatki ulic w dzielnicy Kaiser-Wilhelm-Viertel wzdłuż Kaiser-Wilhelm-Straße) i przekazana miastu w 1874. Nosiła wówczas nazwę Friedrich-Schiller-Straße.
Podczas oblężenia Festung Breslau w 1945 zabudowa ulicy, tak jak większość w tym rejonie, zrujnowana została w stopniu nienadającym się do odbudowy. Po koniecznych wyburzeniach i odgruzowaniu przez ponad 20 lat była jedną z kilkunastu „martwych” ulic na ponadstuhektarowym pustym placu dzisiejszego osiedla Południe. Friedrich-Schiller-Straße uzyskała nazwę ulicy Małej (a równoległa do niej po południowej stronie, odległa o ponad sześćset metrów Goethestraße – ulicy Wielkiej).
W roku 1968, w związku z budową bloku przy ul. Zielińskiego 22–36 oraz sąsiadującego z nim przedszkola, zlikwidowany został odcinek ul. Małej między ul. Zielińskiego a ul. Gwiaździstą. Dziesięć lat później, z chwilą rozpoczęcia budowy hotelu Wrocław, zlikwidowany został także odcinek między Gwiaździstą a Powstańców Śląskich; tym samym ulica ostatecznie znikła z map miasta.